# Żurów
Żurów (ukr. Журів) – wieś w rejonie rohatyńskim obwodu iwanofrankiwskiego. Wieś liczy 472 mieszkańców.

## Historia
W r. 1394 król Polski Władysław Jagiełło nadał Żurów Danile Zaderewickiemu, protoplaście rodu Daniłowiczów herbu Sas. Miejscowość pozostawała w rękach Daniłowiczów przez blisko cztery wieki. 
W 1510 r. wieś otrzymała magdeburskie prawa miejskie. Była siedzibą, m.in. Jana Daniłowicza, dziadka Jana Sobieskiego.  
W XVIII majątek przeszedł w ręce Konstancji z Daniłowiczów Potockiej i Korduli Potockiej. Kolejnymi właścicielami byli m.in. Michał i Anna Popielowie, Wiktoryn Bocheński, Stefan Tustanowski i Bank Parcelacyjny we Lwowie. 
W II Rzeczypospolitej miejscowość była siedzibą gminy wiejskiej Żurów w powiecie rohatyńskim województwa stanisławowskiego. W 1939 r. we wsi, liczącej 241 zagród, mieszkało 620 Polaków, 530 Ukraińców i ok. 120 Żydów. Ostatni właścicielem ziemskim był Tadeusz Dębiński. W latach 1943–1944 nacjonaliści ukraińscy z UPA zamordowali 59 Polaków.
W czasie okupacji niemieckiej mieszkająca tutaj ukraińska rodzina Bełehajów ukrywała trzech Żydów z rodziny Schreierów, za co w 2003 roku Instytut Jad Waszem uhonorował tytułami Sprawiedliwych wśród Narodów Świata Mychajła i Lubomyrę Bełehajów.
W roku 1964 został zniszczony kościół w Żurowie.

## Zabytki
Na początku XVII w. Mikołaj Daniłowicz, podskarbi wielki koronny, ufundował nowy, murowany kościół pod wezwaniem św. Stanisława Biskupa i Męczennika, wznoszony przez znanych budowniczych lwowskich: Pawła Rzymianina i Wojciecha Kapinosa. W świątyni znajdował się łaskami słynący obraz Matki Bożej, pochodzący z przełomu XVI/XVII w. W 1940 r. w wyniku ukraińskich donosów Sowieci aresztowali, a następnie zamordowali w nieznanych okolicznościach ks. proboszcza Stanisława Rysiowskiego. W 1944 r. obraz Matki Bożej i część sprzętów liturgicznych przeniesiono na stałe z kościoła do pobliskiej cerkwi greckokatolickiej. 